# Mitch Garver
Mitchell Lyn Garver (Albuquerque, 15 gennaio 1991) è un giocatore di baseball statunitense, ricevitore per i Texas Rangers della Major League Baseball.

## Carriera

### Inizi e Minor League (MiLB)
Nato e cresciuto ad Albuquerque nel Nuovo Messico, Garver frequentò la scuola superiore "La Cueva" e successivamente l'Università del Nuovo Messico, entrambi situate nella sua città natale. Venne selezionato nel 9º turno del draft MLB 2013 dai Minnesota Twins, che lo assegnarono nella classe Rookie. Nel 2014 giocò nella classe A e nel 2015 trascorse la stagione nella classe A-avanzata. Partecipò anche all'Arizona Fall League alla fine delle stagioni 2015 e 2016. Nel 2016 militò prevalentemente nella Doppia-A ma giocò anche nella Tripla-A. Iniziò la stagione 2017 nella Tripla-A.

### Major League (MLB)
Garver debuttò nella MLB il 19 agosto 2017, al Target Field di Minneapolis contro gli Arizona Diamondbacks. Schierato nella parte bassa del settimo inning come sostituto battitore, venne eliminato per strikeout nel suo primo e unico turno della partita. Il 20 agosto sempre contro i D-backs, colpì la sua prima valida e realizzò il primo punto. Concluse la stagione con 23 partite disputate nella MLB e 88 nella Tripla-A.
Il 5 aprile 2018 contro i Mariners, Garver colpì il suo primo fuoricampo. In maggio divenne il ricevitore titolare della squadra. Giocò esclusivamente nella MLB, concludendo con 102 presenze.
Il 14 maggio 2019, Garver subì una distorsione della caviglia sinistra, a causa dell'impatto sul piatto di casa base con il corridore degli Angels, Shōhei Ōtani. Garver riuscì a eliminare Ōtani durante l'azione ma subito dopo uscì dal gioco a causa dell'infortunio. Concluse la stagione regolare con 93 presenze nella MLB e partecipò per la prima volta al post stagione, giocando in tre partite della AL Division Series contro gli Yankees. Realizzò due valide, un punto battuto a casa e un punto in 12 turni di battuta affrontati. Al termine della stagione venne premiato con il Silver Slugger Award, come miglior ricevitore della American League in battuta.
Il 12 marzo 2022, i Twins scambiarono Garver con i Texas Rangers per Isiah Kiner-Falefa e il giocatore di minor league Ronny Henriquez.

## Palmares
- Silver Slugger Award: 1

2019